# Cressy-sur-Somme
Cressy-sur-Somme és un municipi francès, situat al departament de Saona i Loira i a la regió de Borgonya - Franc Comtat. L'any 2007 tenia 230 habitants.

## Demografia

### Població
El 2007 la població de fet de Cressy-sur-Somme era de 230 persones. Hi havia 92 famílies, de les quals 16 eren unipersonals (12 homes vivint sols i 4 dones vivint soles), 40 parelles sense fills, 32 parelles amb fills i 4 famílies monoparentals amb fills.
La població ha evolucionat segons el següent gràfic:
Habitants censats

### Habitatges
El 2007 hi havia 144 habitatges, 93 eren l'habitatge principal de la família, 31 eren segones residències i 20 estaven desocupats. 140 eren cases i 1 era un apartament. Dels 93 habitatges principals, 70 estaven ocupats pels seus propietaris i 23 estaven llogats i ocupats pels llogaters; 5 tenien dues cambres, 11 en tenien tres, 32 en tenien quatre i 46 en tenien cinc o més. 35 habitatges disposaven pel capbaix d'una plaça de pàrquing. A 35 habitatges hi havia un automòbil i a 53 n'hi havia dos o més.

### Piràmide de població
La piràmide de població per edats i sexe el 2009 era:
| Homes | Edats   | Dones |
| ----- | ------- | ----- |
| 0     | 95 o +  | 0     |
| 0     | 90 a 94 | 0     |
| 4     | 85 a 89 | 0     |
| 0     | 80 a 84 | 8     |
| 8     | 75 a 79 | 12    |
| 4     | 70 a 74 | 4     |
| 4     | 65 a 69 | 12    |
| 4     | 60 a 64 | 4     |
| 4     | 55 a 59 | 4     |
| 0     | 50 a 54 | 0     |
| 8     | 45 a 49 | 0     |
| 4     | 40 a 44 | 12    |
| 12    | 35 a 39 | 0     |
| 16    | 30 a 34 | 12    |
| 4     | 25 a 29 | 8     |
| 0     | 20 a 24 | 0     |
| 8     | 15 a 19 | 4     |
| 12    | 10 a 14 | 4     |
| 12    | 5 a 9   | 12    |
| 0     | 0 a 4   | 8     |

## Economia
El 2007 la població en edat de treballar era de 146 persones, 99 eren actives i 47 eren inactives. De les 99 persones actives 94 estaven ocupades (52 homes i 42 dones) i 5 estaven aturades (1 home i 4 dones). De les 47 persones inactives 18 estaven jubilades, 17 estaven estudiant i 12 estaven classificades com a «altres inactius».

### Ingressos
El 2009 a Cressy-sur-Somme hi havia 89 unitats fiscals que integraven 215 persones, la mediana anual d'ingressos fiscals per persona era de 14.962 €.

### Activitats econòmiques
Dels 10 establiments que hi havia el 2007, 1 era d'una empresa extractiva, 2 d'empreses de comerç i reparació d'automòbils, 2 d'empreses d'hostatgeria i restauració, 1 d'una empresa immobiliària, 3 d'empreses de serveis i 1 d'una empresa classificada com a «altres activitats de serveis».
Dels 2 establiments de servei als particulars que hi havia el 2009, 1 era una perruqueria i 1 restaurant.
L'únic establiment comercial que hi havia el 2009 era una botiga de menys de 120 m².
L'any 2000 a Cressy-sur-Somme hi havia 19 explotacions agrícoles que ocupaven un total de 2.223 hectàrees.

## Equipaments sanitaris i escolars
El 2009 hi havia una escola elemental integrada dins d'un grup escolar amb les comunes properes formant una escola dispersa.

## Poblacions més properes
El següent diagrama mostra les poblacions més properes.